# Милош Црњански
Милош Црњански (Чонград, 26. октобар 1893 — Београд, 30. новембар 1977) био је српски књижевник, новинар, преводилац, критичар и дипломата. Истакао се као песник, приповедач, романсијер и публициста. Један је од најзначајнијих стваралаца српске књижевности 20. века. Убрајан је међу 100 најзнаменитијих Срба.

## Биографија
Црњански је рођен у сиромашној грађанској породици. Отац Тома био је нижи чиновник (општински бележник) који је због свог темпераментног заступања српске мањинске политике „прогнан” из Баната, из Иланџе (коју је Црњански називао Иланчом, по њеном старом називу) у Чонград, који је по Црњанском био нека врста „тадашњег чиновничког Сибира”. Мајка му се звала Марина Вујић и била је родом из Панчева. Црњански су стара свештеничка породица у Иланџи, чије се пароховање завршава са поп Јованом, сином поп Димитрија. Пре тога његови преци су живели у Итебеју. Мали Црњански је крштен у православној цркви Светог Николе у Сентешу, у „срцу Мађарске”, а кум је био Румун, Леринц Пинће.

### Детињство и школовање
Милош Црњански је од 1896. године одрастао у Темишвару, у патријархално-родољубивој средини која ће му култ Србије и њене прошлости усадити у душу као најдражу реликвију. Најдубље и најтрајније сензације својих дечјих и дечачких година доживљавао је у типично српским националним и верским садржајима: црквена школа, икона Светога Саве, тамјан, православно српско гробље са ритуалом сахране и задушница, вечерње приче и песме о Србији, хајдучији и набијању на колац. Одрастање у српској традицији је имало велики утицај на Црњанског и његове личне погледе у животу и раду.
Милош Црњански је основну школу завршио у српској вероисповедној школи код учитеља Душана Берића у Темишвару. Матурирао је у темишварској гимназији код католичких фратара пијариста. По властитим речима, био је осредњи ђак до очеве смрти, односно до петог разреда гимназије, а тада се решио „да убудуће буде међу првима”, што је и остварио. У лето 1912. одлази у Опатију, а потом се уписује у ријечку експортну академију. Играо је фудбал у клубу „Викторија” на Сушаку (источни део Ријеке).
Године 1913. уписао је студије медицине у Бечу које никада није завршио.
Прву песму „Судба” Црњански је објавио у сомборском дечјем листу „Голуб” 1908. године. А 1912. у сарајевској „Босанској вили” штампана је његова песма „У почетку беше сјај”, послата из Бечкерека.

### Први светски рат
Вест о убиству аустроугарског престолонаследника Франца Фердинанда затекла га је у Бечу. На самом почетку Првог светског рата Црњански је доживео одмазду аустријских власти због Принципових револверских хитаца у Сарајеву, али уместо тамничког одела обукли су му униформу аустроугарског војника и послали га на галицијски фронт да јуриша на Русе, где је ускоро рањен. Био је иначе војник редов аустроугарске царске и краљевске 29. регименте, са седиштем у Великом Бечкереку. Већи део времена од 1915. из тих трагичних ратних дана Црњански проводи у самоћи ратне болнице у Бечу, више уз мирис јодоформа него барута, да би се тек пред сам крај рата обрео и на италијанском фронту. У његове успомене неизбрисиво су се утиснули призори ратне пустоши. „...Фронт, болнице, па опет фронт, и љубави, свуда љубави, за хлеб и за шећер, све мокро, све киша и блато, магле умирања” — то су била виђења живота у којима је сазревао млади Црњански.
Године 1916, ради у Дирекцији државних железница у Сегедину. Следеће године је враћен у војску и прекомандован у Коморан и Острогон. У Бечу 1918. уписује Експортну академију, што је била давнашња жеља његовог ујака, који умире„ мало пре тога”.

### Период између два светска рата
Године 1919. у Београду се уписује на Универзитет где студира књижевност и уређује лист „Дан”.
Црњански од тада живи као повратник који се, као несрећни Хомеров јунак, после дуге одисеје враћа на своју Итаку. Међутим, док је Одисеј знао да сачува бодрост духа и животну чврстину, Црњански се, са читавом својом генерацијом, вратио у разорену домовину са умором и резигнацијом. „У великом хаосу рата — говорио је млади песник — био сам непоколебљив у својим тугама, замишљености и мутном осећању самоће”. И у својим ратним и поратним стиховима, овај уморни повратник искрено је певао о својој резигнацији и изгубљеним илузијама. Из тог потуцања по крвавим светским ратиштима Црњански се враћа мислима о нужности рушења лажног мита о „вечитим“ вредностима грађанске етике.
И у поезији и у животу он живи као сентиментални анархист и уморан дефетист који са тугом посматра реликвије своје младости, сада попрскане крвљу и попљуване у блату. Осећао се тада припадником напредних друштвених снага и гласно се изјашњавао за социјализам, али његово бунтовништво из тих година била је само „крвава експлозија” неког нејасног друштвеног талога донесеног из рата.
Књижевно стварање Милоша Црњанског у том периоду било је крупан допринос напору његове генерације да се нађе нов језик и израз за нове теме и садржаје. Говорећи о литерарном програму своје песничке генерације, он је писао: „Као нека секта, после толиког времена, док је уметност значила разбибригу, доносимо немир и преврат, у речи, у осећају, мишљењу. Ако га још нисмо изразили, имамо га неоспорно о себи. Из маса, из земље, из времена прешао је на нас. И не дà се угушити… Прекинули смо са традицијом, јер се бацамо стрмоглаво у будућност… лирика постаје страсна исповест нове вере.” Потпуно новим стихом и са пуно емоционалне горчине он је тада казивао свој бунт, опевао бесмисленост рата, јетко негирао видовданске митове и саркастично исмевао заблуду о „златном веку“ који је обећаван човечанству.
Снагом своје сугестивне песничке речи он је многе вредности грађанске идеологије претварао у рушевине, али на тим рушевинама није могао нити умео да види и започне ново. Црњански је и у стиху и у прози тих поратних година био снажан све док је у њему живео револт на рат.
Године 1920, упознаје се са Видом Ружић са којом ће се 1921. и венчати. Она је била ћерка некадашњег министра просвете Добросава Ружића. Исте године Црњански са Видом одлази у Париз и Бретању, а у повратку путује по Италији. Године 1922. је био наставник у панчевачкој гимназији, исте године је стекао диплому на Филозофском факултету у Београду.
Од 1923. до 1931. године професор је IV београдске гимназије.
Сарадник угледног листа „Политика”. Истовремено, издаје „Антологију кинеске лирике“ и новинар је у листу „Време“. Године 1927. у „Српском књижевном гласнику” излазе први наставци његовог романа „Сеобе”.
Његове новинарске путописне репортаже реализоване између два светска рата садрже естетске интенције у жанру.
У септембру 1926. као уредник часописа „Наша крила” изазвао је на двобој Тадију Сондермајера.
У периоду 1928-1929. био је аташе за културу при Амбасади Краљевине Југославије у Берлину. На његов позив немачку престоницу посећује његов пријатељ књижевник Вељко Петровић.
Године 1930, за роман „Сеобе” добија награду Српске академије наука. Следећих година путује бродом по Средоземном мору и извештава из Шпаније.
Године 1934. покренуо је лист „Идеје” у коме је између осталог писао о Светом Сави и српству. Лист је следеће године престао да излази.
У часопису „Време”, Црњански је 22. маја 1934. одговорио Мирославу Крлежи на његов чланак којим је реплицирао на ранију критику Црњанског упућеног, како је сматрао, лажним пацифистима. Црњански је наводио да је Крлежа лажни пацифиста јер је подржавао аустријске војне напоре током Првог светског рата, псеудомарксиста, он је наводио да Крлежа неадекватно самом Црњанском приписује ставове које изговора лик из његовог романа, Милош Црњански је писао да Крлежа није човек за фине анализе интелекта а као писца га карактерише аутором зверских дијалога и романа манијака.

### Дипломатска служба, емиграција
У периоду између 1935. и 1941. ради у дипломатској служби у Берлину и Риму. По избијању Шпанског грађанског рата, Црњански је као дописник листа Време извештавао из Франковог штаба. Као особа која није имала лепо мишљење о комунизму и стаљинизму показивао је више симпатија према трупама генерала Франка, али је у својим текстовима био и те како критичан и према тој зараћеној страни. После Шпаније, као дописник из Рима, исказивао је симпатије за неке аспекте Мусолинијеве политике. посебно на блискост Мусолинијеве идеологије са социјалистичким идејама. Такође је указивао на дволичност неких западних земаља које су иако и саме колонијалне силе замерале Италији њен империјализам.
По избијању Другог светског рата евакуисан је из Рима и преко Мадрида и Лисабона августа 1941. одлази у Лондон.
Други светски рат и дуги низ поратних година Црњански је провео у емиграцији у Лондону, где 1951. узима британско држављанство.
Као противник Тита и комунистичке идеологије остаје у Лондону и живи у емиграцији. Овде ради разне послове. Књиговођа је обућарске радње Хелстерн на Бонд стриту и разноси књиге фирме Хачардс на лондонском Пикадилију, док његова супруга шије лутке и хаљине за робну кућу Херодс. Црњански успут стиче диплому Лондонског универзитета и диплому за хотелијерство и менаџерство.
Милош Црњански је у Лондону био члан међународног ПЕН-клуба који му обезбеђује да се на машини откуцају његови романи.
Током живота у емиграцији никада није у јавности негативно говорио о комунистичком режиму или новоформираном државном уређењу јер је сматрао да издаја отаџбине представља највећи грех и највећу срамоту.
Одмах по окончању Другог светског рата био је скрајнут (заједно са још неким истакнутим српским писцима попут Дучића и Винавера) из система образовања од стране комунистичке власти, да би тек 80-их било предложено враћање његових дела у језгро наставног плана и програма. Тада је Бранко Ћопић изјавио да само најбољи писци треба да сачињавају језгро, за разлику од критеријума послератне власти када су писци били препоручивани по националности и "који су били познати као писци само њиховим породицама".

### Повратак у Београд
Могућност повратка у републику Југославију наговестио му је током једног сусрета у Лондону, познаник из младости, сликар - комунистички функционер Моша Пијаде.
Стручне и друге књиге објављене у СФРЈ представљале су Црњанског као фашисту или љубитеља фашизма.
У Југославију се вратио 1965. године у друштву са југословенским амбасадором у Лондону, Срђом Прицом. По доласку одрекао се британског држављанства, које је добио након дипломирања на лондонском Универзитету. Првобитно је становао у београдском хотелу „Ексцелзиор” у близини Скупштине. У трагању за обалама свога живота, он је с радошћу угледао Београд који је у његовој носталгији блистао „као кроз сузе људски смех”. У стиховима посвећеним Београду он је потресно и надахнуто изразио своја осећања повратника са дуге животне одисеје:
У теби нема бесмисла и смрти

...

Ти и плач претвараш као дажд у шарене дуге.

...

А кад дође час, да ми се срце старо стиша,

твој ће багрем пасти на ме као киша.

                                 (Ламент над Београдом)
У Београду је преминуо 30. новембра 1977. године и сахрањен „достојанствено али не и помпезно” у Алеји заслужних грађана на Новом гробљу у Београду.
Према жељи из тестамента Народна библиотека Србије је 1979. године примила заоставштину Милоша Црњанског.
О њему је Данило Бећковић направио документарни филм „Црњански...”.
Горана Раичевић је написала монографију на 767 страна Агон и меланхолија. Живот и дело Милоша Црњанског за коју је 2021. добила Награду „Лаза Костић” и Награду „Никола Милошевић”.

## Обележја књижевног стваралаштва
Проницљиво уочивши привид апсолутне прозирности у прозним и поетским остварењима Милоша Црњанског, и утканост једног другог, скривеног значења у тим делима, Никола Милошевић је развио читаву студију посвећену пишчевом стваралаштву. Милошевић је на примерима познатих стихова и делова из прозних остварења показао повезаност мелодијске, емотивне и филозофске компоненте, при чему филозофска димензија стихова превазилази одговарајуће прозне односно говорне исказе. Но, емотивна боја, мелодиозност и филозофско значење стихова Црњанског „нису поређани једно крај другог као слојеви земљишта“, већ између њих постоји дубока органска повезаност и прожимање, док филозофска димензија игра улогу „организатора песничке структуре”, имајући за последицу успорени и слободни ритам поетског казивања као адекватан за песникову филозофску и емотивну поруку. У већини дела Милоша Црњанског, песничким и прозним, испреплетани су трагично осећање бесмисла и узалудности са утешном мишљу о космичкој повезаности ствари. У Сеобама се уочава пишчева идеја о универзалној узалудности, иако скривена иза специфичног националног и историјског обележја. Два основна тока која могу да се прате у Сеобама јесу историјски и психолошки (један ток) , и медитативни и вредносни (други ток). Различите ликове и карактере уједињује исти филозофски резултат који исходи и окончава у метафизичком осећању празнине, узалудности човековог живота и неизбежности смрти. Постоји велики мисаони континуитет у литерарном стваралаштву Милоша Црњанског, при чему се иза историјског, психолошког и композиционог тока књижевне структуре развија и продубљује истоветна метафизичка визија човека и света.

## Црњански у спорту
Интензивно се бавио спортом: играо је фудбал, веслао, једрио, вежбао, мачевао, скијао, тренирао бокс. Са флоретом у руци, говорио је његов учитељ мачевања, имао је „брзину лудака“. Милорад Гаковић Сики је причао да је у својој школи бокса много очекивао од Коче Поповића, али „најталентованији, за боксера, борца-такмичара ипак је био Милош Црњански“.

Мало је познато да је Црњански издејствовао дозволу да са Викторија каменолом на Кантриди претвори у фудбалско игралиште, касније чувени стадион ФК Ријеке.
Тај задатак му је поверила управа клуба јер је директор мађарског предузећа коме је каменолом био издат у најам за потребе изградње ријечке луке, био рођак. На отварању је гостовао загребачки НК Грађански.
У интервјуу за „Спортисту” 1930. године каже да би више волео да заигра за Југославију, но да добије награду Академије.
Из тадашњег периода по магији игре издваја фудбалере „СК Југославије”: Стевана Лубурића, Драгана Јовановића Жену. У Четвртој београдској гимназији његови ученици, а фудбалери београдске „Југославије” били су и Милутин Ивковић (Милутинац), Момчило Ђокић (Гусар), Бранислав Хрњичек (Хрња) – репрезентативци, Петар Јоксимовић.

Црњански је играо активно фудбал за СК "Победу" из Панчева. (У прилогу је објављена службена верификација фудбалске регистрације за ФК Банат између осталих и МИЛОША ЦРЊАНСКОГ - "Политика" 22. децембра 1922. г.)

## Наслеђе

### Награда „Милош Црњански“
Награда се по завештању оснивача Задужбине Милоша Црњанског, Видосаве Црњански, додељује двогодишње од 1981. Задужбина Милоша Црњанског добила је своје просторије 2013. године. Награда се додељује на дан песниковог рођења 26. октобра.

### Културни центар Војводине „Милош Црњански“
Културни центар Војводине „Милош Црњански“, са седиштем у Новом Саду, настао је преименовањем Завода за културу Војводине. Под новим називом делује од 28. децембра 2018. године, одлуком оснивача Скупштине Аутономне Покрајине Војводине.
Постоји ораторијум „Апотеоза Црњанског” који је премијерно изведен 21. децембра 2022. у Новом Саду.

## Дела
Црњански је објавио велики број дела са разним темама и садржајима:
Поезија
- Лирика Итаке (1919)
- Одабрани стихови (1954)
- Ламент над Београдом (1962)

Приповетке, есеји и путописна проза
- Приче о мушком (1920)
- Писма из Париза (1921)
- Наше плаже на Јадрану (1927)
- Бока Которска (1927)
- Тајна Албрехта Дирера (1928)
- Ирис Берлина (1929)
- Љубав у Тоскани (1930)
- Књига о Немачкој (1931)
- Свети Сава (1934)[40]

Романи
- Дневник о Чарнојевићу (1921)
- Сеобе (1929)
- Друга књига Сеоба (1962)
- Код Хиперборејаца (1966)
- Роман о Лондону (1971)

Мање су позната два предратна романа Милоша Црњанског (прештампавана и после рата) — Кап шпанске крви и Сузни крокодил (недовршен). Његово учешће у стварању и објављивању контроверзног романа „Подземни клуб“ (1921) је спорно, као аутор је потписан Харалд Јохансон и постоје мишљења да је у питању превод или псеудоним. У последње време су све видљивија настојања да се двотомно дело Црњанског Код Хиперборејаца (1966), жанровски тешко одредиво, стави у равноправан положај са осталим његовим великим романима. Сâм Црњански је за то дело рекао да је „и роман, и путопис, и мемоари, и поезија, и памфлет”. Дело високе ерудиције и поетске набијености, које обилује књижевно-теоријским, па и историографским и метафизичким расправама, "Код Хиперборејаца" представља можда кључ за разумевање поетике једног од највећих српских писаца. Такође, овај роман-есеј расветљава однос који је Црњански имао према фашистичком режиму. Рукопис првог романа Милоша Црњанског — „Син Дон Кихотов” — нажалост је изгубљен. (Писац га је био послао часопису „Бранково коло”.) По „Роману о Лондону” снимљена је 1988. истоимена мини серија.
Мемоари
- Ембахаде (1983)

Ембахаде обухватају време од 1928. до 1945. године, када је писац био у посланству у Берлину, Риму и Лондону. У прологу Црњански је навео да су то његове "белешке о несрећи нашег народа, а нису ни дневник, ни историјат, ни студија, ни памфлет", већ да су то успомене писца - очевица "о добу које је било пуно несрећа, жалости, страхота".
Драме
- Маска (1918)
- Конак (1958)
- Никола Тесла (1967)

Поред тога, објавио је неколико књига репортажа и две антологије лирике источних народа.
Фирма Catena Mundi је издала књигу новински чланака - Политички чланци 1919-1939.
„Роман о Лондону” преведен је на више језика међу којима су: француски  45830407, румунски  187531783, пољски  112573196, мађарски  72968967, чешки  15790604, руски  3545862, словеначки, македонски, а превод на енглески језик је у припреми за 2020. годину.

### Издања сабраних и изабраних дела
- Сабрана дела, књиге I-II, Народна просвета, Београд (1930)
- Сабрана дела, књиге I-X, Просвета, Београд (1966): Сеобе I-III, Поезија (Лирика Итаке и коментари, Антологија кинеске лирике, Песме старог Јапана, Ламент над Београдом), Проза, Путописи, Код Хиперборејаца I-II, Драме (Маска, Конак, Тесла) и Есеји
- Изабрана дела, књиге I-IV, Свјетлост/Напријед/Просвета, Београд (1967): Песме-Путописи-Есеји, Дневник о Чарнојевићу и друге прозе, Сеобе I-II
- Изабрана дела, књиге I-II, Матица српска/Српска књижевна задруга, Београд (1972): Лирика-Проза-Есеји, Serbia-Сеобе-Ламент над Београдом
- Изабрана дела, један том, Parnas Book, Ваљево (2007): Сеобе-Роман о Лондону-Дневник о Чарнојевићу-Код Хиперборејаца-Свети Сава-Поезија-Црњански о националсоцијализму-Идеје Милоша Црњанског-Живот и дела Милоша Црњанског
- Сабрана дела, књиге I-XVI, Штампар Макарије, Београд (2008): Роман о Лондону I-II, Сеобе, Друга књига Сеоба I-II, Лирика Итаке и коментари, Књига о Микеланђелу, Код Хиперборејаца I-II, Драме, Есеји, Ембахаде 1-3, Ембахаде 4, Свети Сава-Дневник о Чарнојевићу-Приповедна проза, Политички списи, Путописи
- Изабрана дела, један том, Leo Commerce, Београд (2011): Сеобе-Роман о Лондону-Дневник о Чарнојевићу-Код Хиперборејаца-Свети Сава-Поезија-Црњански о националсоцијализму-Идеје Милоша Црњанског-Живот и дела Милоша Црњанског